# Ancyluris miniola
Ancyluris miniola är en fjärilsart som beskrevs av Bates 1868. Ancyluris miniola ingår i släktet Ancyluris och familjen Riodinidae. Inga underarter finns listade i Catalogue of Life.